# Красный ибис
Кра́сный и́бис, или алый ибис (лат. Eudocimus ruber), — вид птиц из семейства ибисовых (Threskiornithidae).

## Описание
Всё оперение и ноги красного ибиса окрашены в ярко-красный цвет. Он достигает длины до 70 см и весит около 1,4 кг. Самец и самка выглядят одинаково.

## Распространение
Красный ибис распространён на севере Южной Америки, от западной Венесуэлы через Гайану вплоть до устья Амазонки в Бразилии, а также на острове Тринидад. Его можно встретить в более или менее крупных колониях.
МСОП оценивает всю популяцию красного ибиса в 100 000-150 000 особей и классифицирует вид как не находящийся под угрозой.

## Образ жизни и питание
Красный ибис живёт в больших группах, насчитывающих часто по несколько сотен сородичей. Его питание состоит из насекомых, моллюсков, крабов и рыб. Своим серповидным согнутым вниз клювом он ковыряется в мягкой тине, отыскивая червей и крабов.

## Размножение
Во время приближения периода размножения у обоих полов вырастают горловые мешки. Он гнездится весной на мангровых островах и на кустах и деревьях, гнездо сделано из веток деревьев или кустов. Кладка состоит из 1-3 яиц, период инкубации составляет 21-23 дня. У птенцов коричневое оперение, а красная окраска появляется только на втором году жизни, через 3 года они становятся половозрелыми. Продолжительность жизни птицы составляет 20 лет.

## Интересные факты
- Изображен на гербе Тринидада и Тобаго.

## Галерея
- Видео
- Летящие красные ибисы
- Красный ибис в зоопарке Бронкса
- Молодой красный ибис
- В Национальном авиарии[англ.]
- Расправленные крылья
- Самец красного ибиса